# Chemin de Fer de la Baie de Somme
| Schmalspurzug mit Dampflokomotive 15 bei Cayeux-sur-Mer |                |                               |                               |
| Netz des Chemin de Fer de la Baie de Somme |                |                               |                               |
| Spurweite: | 1000 / 1435 mm |                               |                               |
| |                |                               |                               |
| \| \| km \| \| \| \| \| 18 \| Cayeux-sur-Mer-Brighton-Plage \| Cayeux-sur-Mer-Brighton-Plage \| \| \| 16 \| Hurt \| Hurt \| \| \| 13 \| Lanchères-Pendé \| Lanchères-Pendé \| \| \| 11 \| Pendé-Routhiauville \| Pendé-Routhiauville \| \| \| 7 \| Saint-Valery-Port \| Saint-Valery-Port \| \| \| 6 \| Saint-Valery-Ville \| Saint-Valery-Ville \| \| \| \| \| \| \| \| \| Canal de la Somme \| \| \| \| 5.6 \| Saint-Valery-Canal \| Saint-Valery-Canal \| \| \| \| Dien \| \| \| \| 7.47 \| Le Crotoy \| Le Crotoy \| \| \| \| Favières \| \| \| \| \| Morlay \| \| \| \| 0 \| Noyelles-sur-Mer \| Noyelles-sur-Mer \| \| \| \| SNCF Abbeville–Boulogne \| \| \| \| \| \| \| \| \| \| Legende \| \| \| \| \| Meterspur \| \| \| \| \| Mehrschienengleis \| \| \| \| \| Normalspur SNCF \| \| |                |                               |                               |
| | km             |                               |                               |
| U-Bahn-Kopfbahnhof Streckenanfang | 18             | Cayeux-sur-Mer-Brighton-Plage | Cayeux-sur-Mer-Brighton-Plage |
| ehemaliger U-Bahn-Haltepunkt / Haltestelle | 16             | Hurt                          | Hurt                          |
| U-Bahn-Bahnhof | 13             | Lanchères-Pendé               | Lanchères-Pendé               |
| ehemaliger U-Bahn-Haltepunkt / Haltestelle | 11             | Pendé-Routhiauville           | Pendé-Routhiauville           |
| U-Bahn-Strecke · Kopfbahnhof Streckenanfang | 7              | Saint-Valery-Port             | Saint-Valery-Port             |
| U-Bahn-Bahnhof · Bahnhof | 6              | Saint-Valery-Ville            | Saint-Valery-Ville            |
| Abzweig geradeaus und von links · Strecke nach rechts |                |                               |                               |
| Brücke über Wasserlauf |                | Canal de la Somme             | Canal de la Somme             |
| Dienststation / Betriebs- oder Güterbahnhof | 5.6            | Saint-Valery-Canal            | Saint-Valery-Canal            |
| Brücke über Wasserlauf |                | Dien                          | Dien                          |
| Strecke · U-Bahn-Kopfbahnhof Streckenanfang | 7.47           | Le Crotoy                     | Le Crotoy                     |
| Strecke · ehemaliger U-Bahn-Haltepunkt / Haltestelle |                | Favières                      | Favières                      |
| Strecke · U-Bahn-Bahnhof |                | Morlay                        | Morlay                        |
| Kopfbahnhof Streckenanfang und quer · Abzweig quer, nach rechts und ehemals von rechts · U-Bahn-Strecke nach rechts | 0              | Noyelles-sur-Mer              | Noyelles-sur-Mer              |
| Bahnhof quer (Strecke außer Betrieb) · Abzweig quer und nach links (Strecke außer Betrieb) |                | SNCF Abbeville–Boulogne       | SNCF Abbeville–Boulogne       |
| |                |                               |                               |
| |                | Legende                       |                               |
| U-Bahn-Strecke quer |                | Meterspur                     | Meterspur                     |
| Strecke quer |                | Mehrschienengleis             | Mehrschienengleis             |
| Strecke quer (außer Betrieb) |                | Normalspur SNCF               | Normalspur SNCF               |

Der Chemin de Fer de la Baie de Somme (deutsch Somme-Bucht-Eisenbahn) ist eine Museumseisenbahn im Département Somme in Nordfrankreich. Die Bahn wird seit 1970 ehrenamtlich betrieben und verkehrt von März bis Dezember von Le Crotoy über Noyelles-sur-Mer und Saint-Valery-sur-Somme nach Cayeux-sur-Mer.

## Geschichte

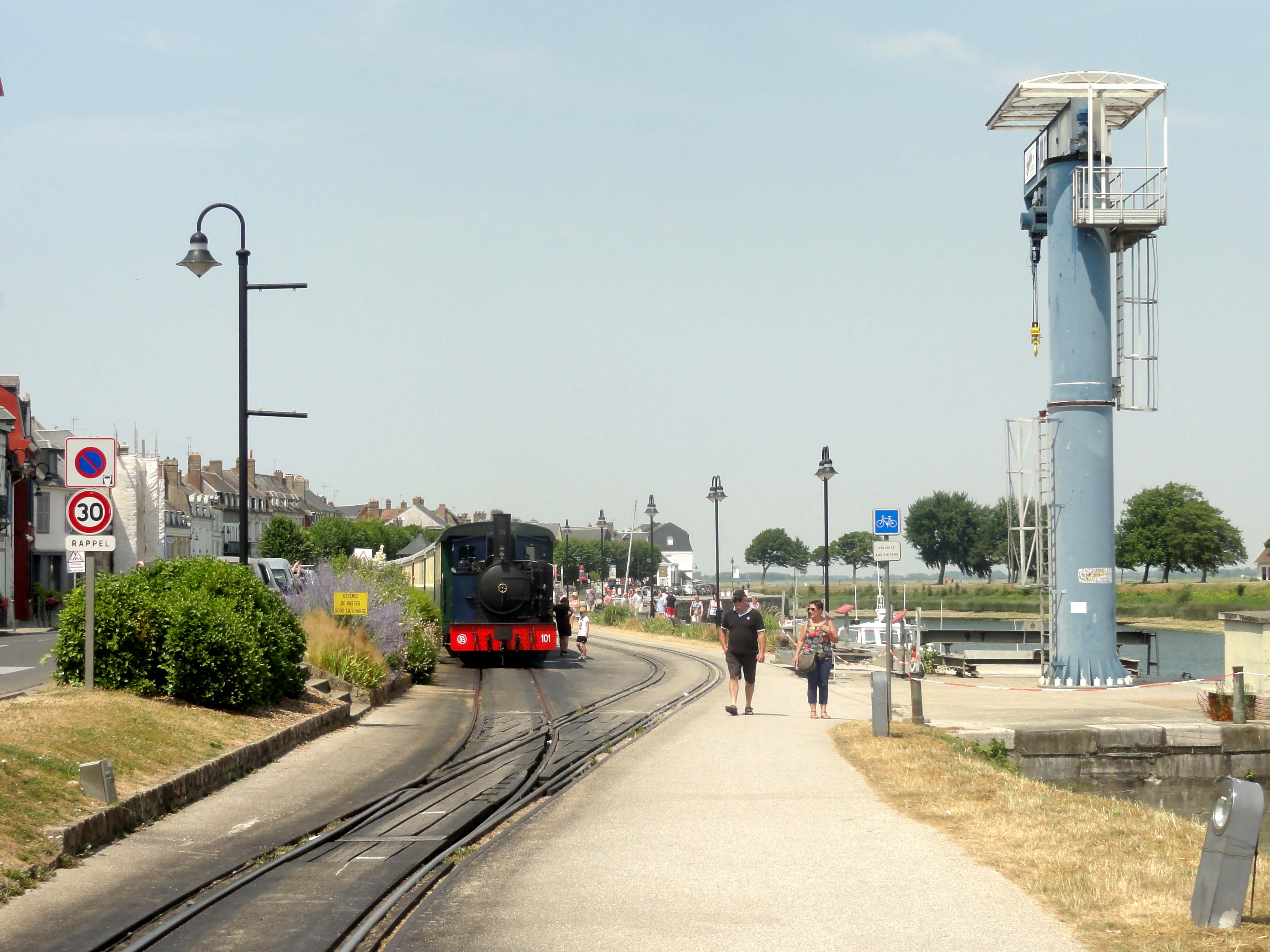
Abzweigung des Meterspurgleises aus dem Vierschienengleis im Hafen von Saint-Valery-sur-Somme

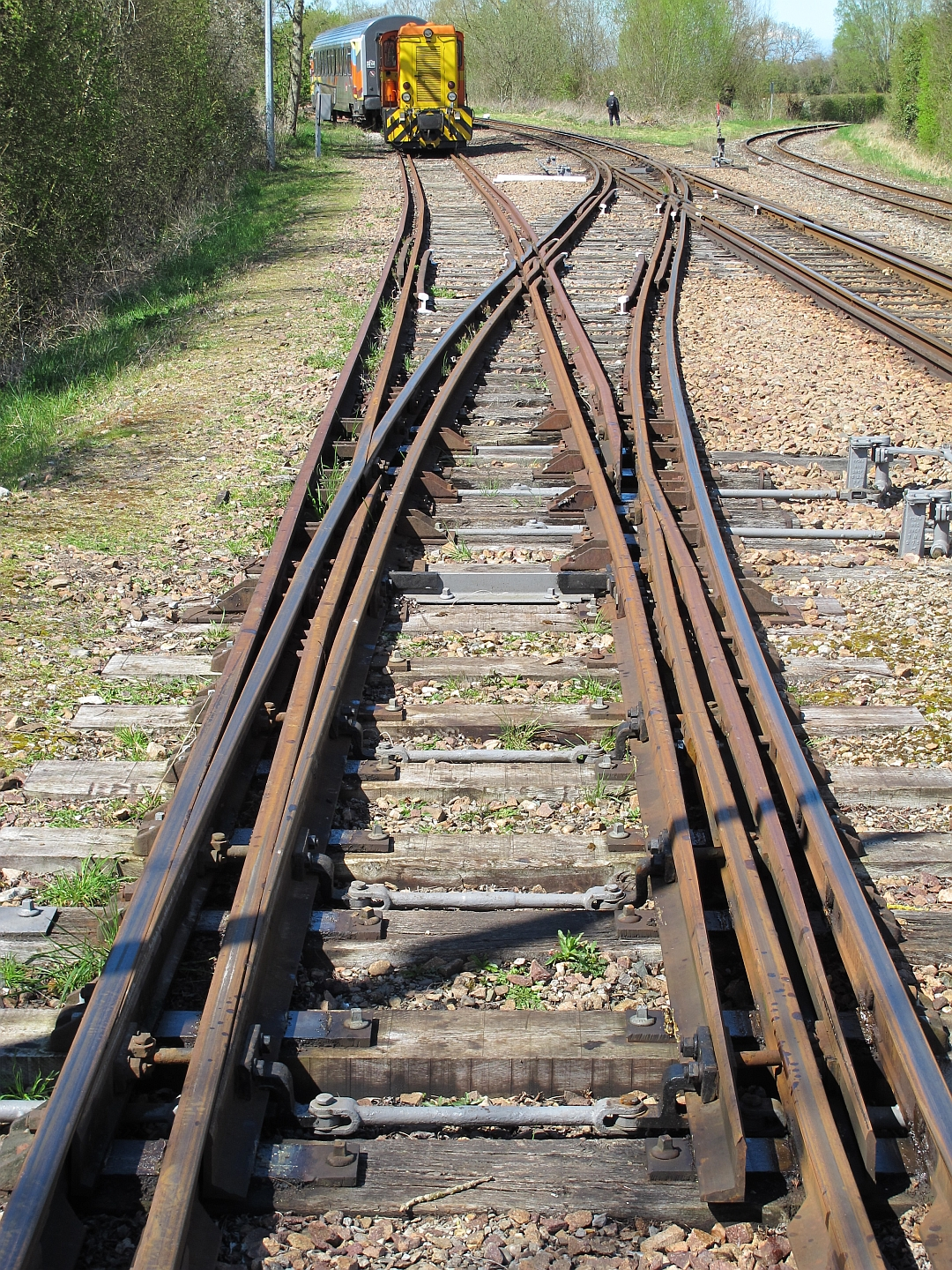
Vierschienengleise in Noyelles-sur-Mer

Eine Bahnstrecke nach Saint-Valery-sur-Somme wurde ab 1845 geplant. 1853 wurde der Compagnie des chemins de fer du Nord (NORD) die Genehmigung erteilt, eine eingleisige, regelspurige Nebenbahn von Noyelles nach Saint-Valery zu bauen. Diese 5,6 km lange Strecke, die am 5. Juni 1858 eröffnet wurde, überquerte den Fluss Dien und das Sumpfgebiet der Somme-Mündung auf einer 1367 m langen hölzernen Trestle-Brücke.
Die 7,5 km lange Meterspurstrecke von Noyelles nach Le Crotoy wurde von der Société générale des chemins de fer économiques (SE) am 1. Juli 1887 eröffnet. Ein zweiter, 18 km langer Streckenabschnitt wurde am 6. September 1887 von Noyelles nach Cayeux-sur-Mer in Betrieb genommen. Zwischen Noyelles und Saint-Valery wurde das Schmalspurgleis innerhalb der existierenden regelspurigen Gleise verlegt, wodurch ein Vierschienengleis bis zum Hafen von Saint-Valery entstand.

## Fahrzeuge
Die Association du Chemin de Fer de la Baie de Somme besitzt über 100 Fahrzeuge, darunter zehn Dampflokomotiven, aber auch Diesellokomotiven und Triebwagen sowie Personen- und Güterwagen. Es handelt sich meist um Meterspurfahrzeuge.

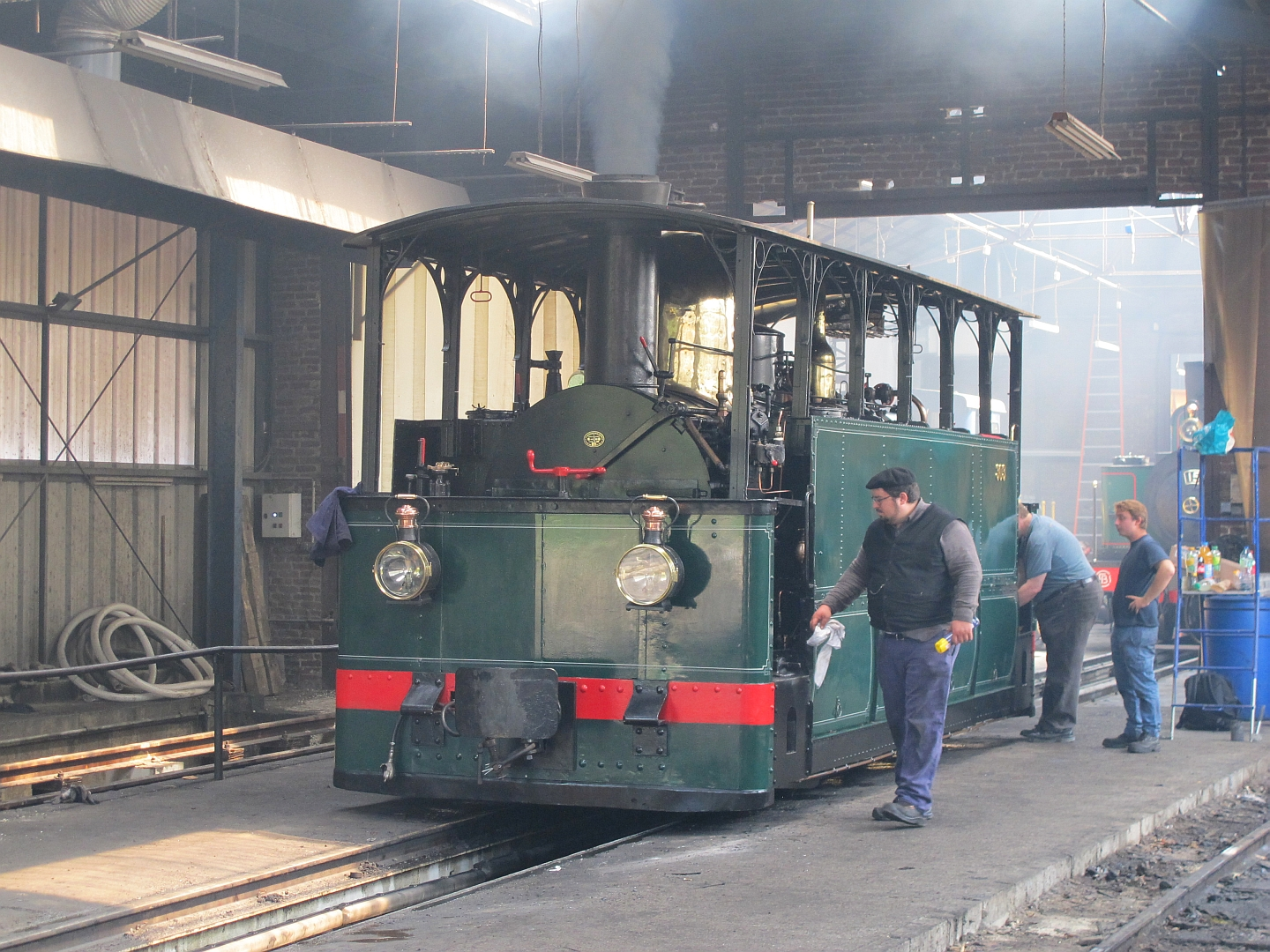
Straßenbahnlokomotive im Bahnbetriebswerk Saint-Valery-Canal
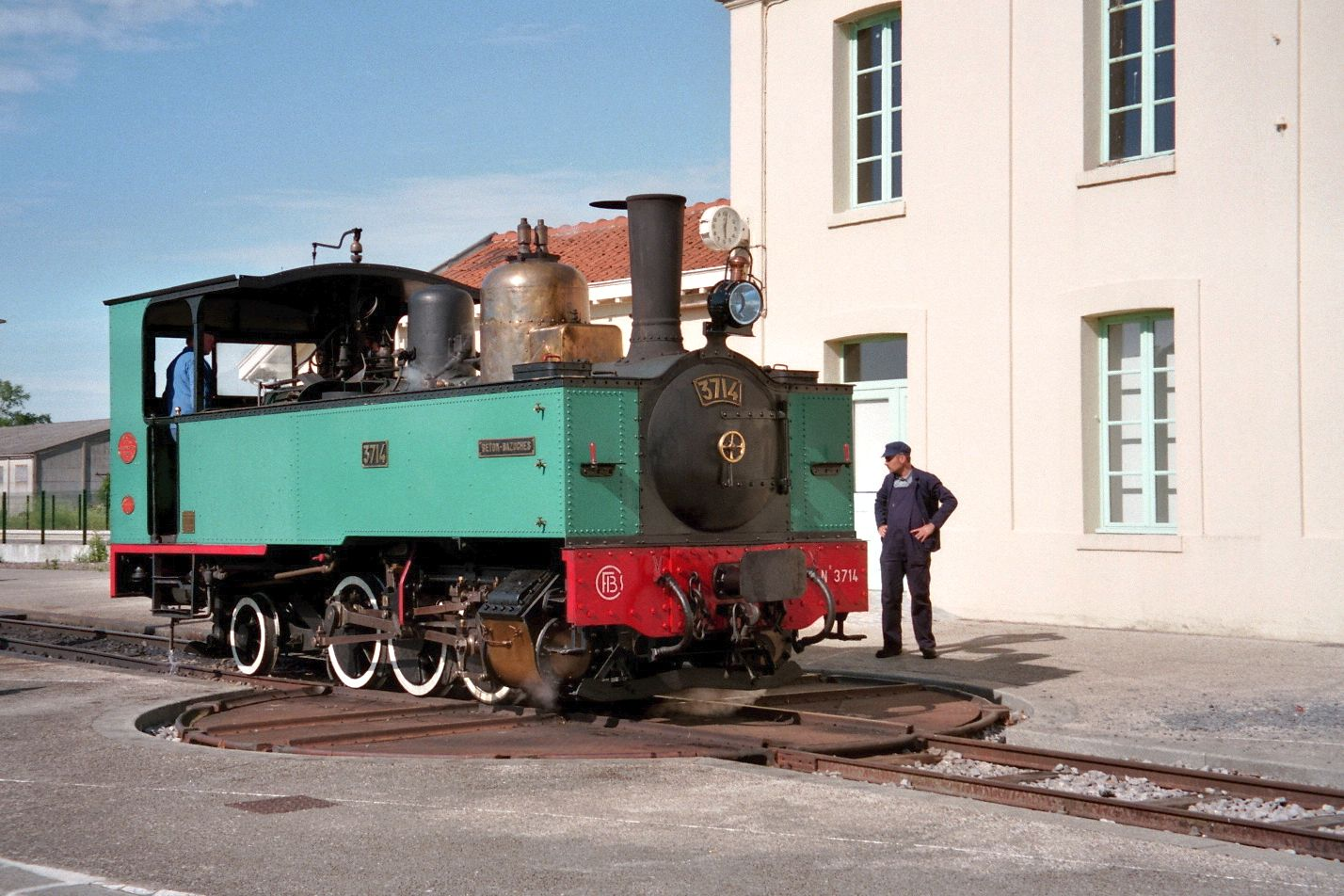
031T 3714 der Chemins de fer économiques auf der Drehscheibe in Noyelles-sur-Mer

Auch fremde Fahrzeuge sind gelegentlich zu Gast, so im Jahr 2016 die 99 6001 der Harzer Schmalspurbahnen.